# Helga Föhl
Helga Föhl (* 1935 in Berlin; † 2022 in Idstein, Deutschland) war eine deutsche Bildhauerin und Zeichnerin. Ihr komplexes und umfangreiches Gesamtwerk umfasst Skulpturen aus Eisen, Reliefs, Collagen und Zeichnungen. Im Jahr 1965 erhielt sie als jüngste Preisträgerin den Kunstpreis der Stadt Darmstadt.

## Leben
Von 1954 bis 1958 studierte Helga Föhl Bildhauerei an der damaligen Werkkunstschule Darmstadt (heute Hochschule), unter anderem bei Fritz Schwarzbeck, und an der Hochschule der Künste Berlin (heute UDK) bei Hans Uhlmann. 1962 wurde sie Mitglied der Darmstädter Sezession und blieb es bis zu ihrem Lebensende.

## Werk
Die Künstlerin lebte und arbeitete zurückgezogen. Sie hinterließ ein komplexes und einzigartiges Werk, das sie zum großen Teil aus gefundenem Eisen herstellte, welches sie auf Schrottplätzen sammelte, um es dann zu Skulpturen zu schmieden und zu schweißen. Es existieren auch einige Güsse. Ihr Frühwerk war stilistisch vom Informel geprägt und bezog sich auf die Metamorphose, den Übergang figurativer Elementen zu reiner Natur, und Motive der griechischen Mythologie. Während sie sich auch in ihrem späteren Werk weiterhin auf Torsi, Köpfe und Landschaften bezog, wurde es jedoch immer abstrakter.
Während ihres aufwändigen und intensiven, transformativen Arbeitsprozesses behielt die Künstlerin im Material vorhandene Farbreste bei, welche sie durch weiteres Auftragen von Farbe, Einbrennen und Polieren zu einer Patina erarbeitete, um die für sie besonderen und typischen hautartigen Oberflächen zu erlangen.
Helga Föhls Werke sind in vielzähligen öffentlichen und privaten Sammlungen vertreten, unter anderem der Sammlung der Darmstädter Künstlerkolonie Mathildenhöhe. Ihren künstlerischen Nachlass, bestehend hauptsächlich aus Werken ihrer späteren Schaffensperiode, vermachte sie noch zu Lebzeiten dem Kunst Archiv Darmstadt.

## Auszeichnungen
- 1965: Kunstpreis der Stadt Darmstadt
- 1967: Kunstpreis der Böttcherstraße Bremen
- 1983: Kunstpreis der 2. Triennale Fellbach: Kleinplastik
- 1988: Daniel-Henry-Kahnweiler-Preis für Bildhauerei – Bildhauerzeichnung
- 1993: Kulturpreis des Rheingau-Taunus-Kreises

## Ausstellungen
Ab 1959 beteiligte sich Helga Föhl regelmäßig an Gruppenausstellungen in Kunstvereinen, Kunsthallen und Museen, so den Ausstellungen der Darmstädter Sezession und der Mathildenhöhe Darmstadt, sowie an Preis-Wettbewerben.

### Einzelausstellungen
- 1959: Darmstädter Galerie, Darmstadt
- 1965: Kunsthalle Bremen
- 1966: Kunsthalle Darmstadt
- 1974: Allianzhaus Köln
- 1983: Gerhard-Marcks-Haus, Bremen
- 1984: Galerie der Stadt Fellbach
- 1988: Dominikanerkloster, Frankfurt am Main
- 1990: Stadthalle Idstein
- 1991: Hohenloher Kunstverein, Langenburg
- 1992: Studio R., Mannheim
- 1994: Kreishaus des Rheingau-Taunus-Kreises, Bad Schwalbach
- 1994: Sodener Kunstwerkstatt, Bad Soden / Taunus
- 1996: Städtische Museen Heilbronn
- 1996: Kunsthalle Darmstadt
- 1997: Stadt Wiesbaden
- 1999: Kultureller Förderkreis Buchschlag (mit Anne Haring)
- 2022: Helga Föhl: Dank und Erinnerung, Kunst Archiv Darmstadt